# Élégie (Fauré)
Pour les articles homonymes, voir Élégie (homonymie).
L’Élégie, en ut mineur opus 24 de Gabriel Fauré est une œuvre composée en 1880 pour violoncelle et piano, puis orchestrée par le compositeur.

## Contexte et création
Après le succès rencontré par sa première sonate pour violon et piano (HN 980), il allait de soi que Fauré devait poursuivre avec la composition d'œuvres de musique de chambre. En 1880, il écrit une petite pièce pour violoncelle et piano qui était censée devenir le mouvement central et lent d'une sonate. Fauré abandonne son projet initial, au lieu de cela, publie la pièce, chez Julien Hamelle en janvier 1883 (puis chez Durand), sous le titre d'Élégie. 
« Selon toute vraisemblance, l'oeuvre fut donnée en première audition privée avant sa publication, le 21 juin 1880 lors d'une des soirées que donnait Saint-Saëns dans son domicile de la Rue Monsieur-le-Prince. Une lettre de Fauré à Julien Hamelle datée du 24 juin 1880 mentionne en effet que son «morceau de violoncelle» fut joué à titre privé chez Saint-Saëns et reçut un accueil très favorable,. »
Le compositeur a 38 ans le jour de sa création à Paris, le 15 décembre 1883 lors d'un concert de la Société nationale de musique. La partition est interprétée par Jules Loëb, professeur au Conservatoire de Paris, qui est aussi son dédicataire, accompagné par le compositeur au piano. L'œuvre connaît un tel succès que l'éditeur l'encourage à écrire de nouvelles pièces pour cette forme instrumentale (ce qu’il fera avec deux sonates pour violoncelle et piano).   
Le chef d'orchestre Édouard Colonne lui passe également une commande, mais cette fois une version pour violoncelle et orchestre (deux flûtes, deux hautbois, deux clarinettes, deux bassons, quatre cors et cordes), créée en 26 avril 1901 sous la direction du compositeur lors d'un concert de la Société nationale de musique, avec Pablo Casals en soliste.  

« En 1880, Fauré s'autorise, pour la dernière fois, l'expression directe de sentiments pathétiques, et l'on verrait volontiers dans cette belle page l'une des dernières manifestations du postromantisme musical en France. »

— Jean-Michel Nectoux
L'Élégie en ut mineur de Gabriel Fauré est l’une des œuvres les plus jouées du répertoire pour violoncelle et piano.
L'éditeur J. Hamelle (Paris) édite en 1897 une transcription de l'Élégie pour violon et piano réalisée par le compositeur.
Vincent Penot, clarinette basse solo à l'orchestre de l'Opéra de Paris, a réalisé une transcription pour clarinette basse descendant à l'ut grave et piano.

## Analyse
Le mouvement est conçu comme le mouvement lent d'une sonate, de forme ternaire (ABA). Le violoncelle énonce d'abord le thème A qui est un lamento, pathétique et dans une scansion proche de la marche funèbre. Le thème B est donné par le piano dans un lyrisme moins tendu et plus délié. L'œuvre, arrangée plus tard pour un accompagnement orchestrale, a toujours eu du succès, et dont l'orchestre a peut-être accentué le pathos, mais n'a pas préservé l'intimité originale de l'œuvre.

## Utilisation
L'œuvre est utilisée dans de nombreux films pour illustrer, très souvent, des moments mélancoliques ou tristes.  
Aux Jeux olympiques d'hiver de 2022, l'œuvre est utilisée par Guillaume Cizeron et Gabriella Papadakis pour une danse libre en patinage artistique ; le couple remporte une médaille d'or sur cette mélodie.

## Discographie
Cette œuvre connaît de très nombreux enregistrements, dont : 
- Gabriel Fauré, Élégie, op. 24, Monique et Guy Fallot (piano et violoncelle), (Disques Ducretet Thomson, 450 C 085, 1957)[1] ;
- par Paul Tortelier (violoncelle) et Jean Hubeau (piano), avec les deux sonates pour violoncelle et piano, « disque constituant une absolue référence de haut lyrisme et de style[9] » ;
- Fauré : L'Œuvre pour violoncelle et piano, Xavier Gagnepain (violoncelle) et Jean-Michel Dayez (piano Érard 1902), Zig-Zag Territoires, 2007 ;
- Fauré: Cello Sonatas, Alban Gerhardt (violoncelle) et Cecile Licad (piano), Hyperion, 2012 ;
- Fauré : Intégrale de la musique de chambre avec piano, François Salque (violoncelle) et Éric Le Sage (piano), CD 1, Alpha 228, 2015 ;
- Fauré: The Music for Cello & Piano, Andreas Brantelid (violoncelle) et Bengt Forsberg (piano), BIS, 2017 ;
- Fauré: Piano Works, Chamber Music, Orchestral & Choral Works, Requiem, Erato 0190295633578, 2018 :
  - Frédéric Lodéon (violoncelle) et Jean-Philippe Collard (piano), CD 5 ;
  - Paul Tortelier (violoncelle) et Orchestre national du Capitole de Toulouse sous la dir. de Michel Plasson, CD 10.
- Fauré : L'œuvre pour violoncelle et piano, Xavier Phillips (violoncelle) et Cédric Tiberghien (piano), La Dolce Volta, 2023[10].